# I'm Gonna Be Alright
I'm Gonna Be Alright (Track Masters Remix) è il terzo singolo estratto dal terzo album di Jennifer Lopez J to tha L-O!: The Remixes. Pubblicato nel 2002, il brano vede la partecipazione del rapper Nas. Il brano era già apparso sull'album J.Lo del 2001, ma è solo in questa nuova veste remixata che è stato pubblicato come singolo.

## Il Video
Il video per I'm Gonna Be Alright è stato girato a New York da Dave Meyers e mostra un caldo giorno di estate a New York attraverso scene della Lopez che fa il bucato, prende il sole, ascolta la musica in un negozio e gioca a baseball per strada. Il video è il secondo che la Lopez ha girato con il suo ex-marito Cris Judd.

## Tracce
- Double A-side with "Alive"

1. "I'm Gonna Be Alright" (Track Masters Remix featuring Nas)
2. "I'm Gonna Be Alright" (Track Masters Remix)
3. "I'm Gonna Be Alright" (Track Masters Remix Instrumental)
4. "Alive" (Thunderpuss Club Mix)
5. "Alive" (Thunderpuss Tribe-A-Pella)

1. "I'm Gonna Be Alright" (Track Masters Remix featuring Nas)
2. "I'm Gonna Be Alright" (Track Masters Remix)
3. "Walking on Sunshine" (Metro Remix)
4. "I'm Gonna Be Alright" (Track Masters Remix featuring Nas) (Video)

## Classifiche
| Classifica (2002) | Posizione massima |
| ----------------- | ----------------- |
| Australia         | 16                |
| Austria           | 25                |
| Belgio (Fiandre)  | 9                 |
| Belgio (Vallonia) | 26                |
| Canada            | 29                |
| Danimarca         | 9                 |
| Finlandia         | 18                |
| Francia           | 12                |
| Germania          | 6                 |
| Irlanda           | 13                |
| Nuova Zelanda     | 30                |
| Norvegia          | 10                |
| Paesi Bassi       | 10                |
| Svezia            | 22                |
| Svizzera          | 4                 |
| Regno Unito       | 3                 |
| Stati Uniti       | 10                |
| Ungheria          | 8                 |